# Nerocila depressa
Nerocila depressa es una especie de crustáceo isópodo marino del género Nerocila, familia Cymothoidae. Fue descrita científicamente por Milne Edwards en 1840.

## Distribución
Esta especie se encuentra en el norte del océano Atlántico.